# Sarcófago paleocristiano de Córdoba
El sarcófago paleocristiano de Córdoba está datado entre los años 330-335 y fue hallado el 30 de enero de 1962 en el cruce de la avenida Cruz de Juárez con la calle Almendro, a apenas 250 metros de donde se halló el sarcófago de las Puertas del Hades, en la ciudad española de Córdoba, en Andalucía, España. Actualmente, se expone en el Museo Arqueológico de Córdoba.

## Descubrimiento
Fue hallado a tres metros de profundidad durante la realización de cimientos para nuevas viviendas en la zona en 1962. Parece ser que se encontraba en el lugar original, pues todavía estaba adosado en su parte posterior a un muro de piedra caliza. Aunque según los expertos se encontraba vacía, Antonio García y Bellido pudo apreciar unos diminutos restos óseos, además de otros huesos en las inmediaciones que pudieron pertenecer al difunto y otras inscripciones que eran anteriores al sarcófago. La tradición indica que cerca de esta zona se hallaba el monasterio de las Monjas de Santa Cecilia de Mérida, que subsistió hasta la llegada del Califato de Córdoba (929) y del que proceden las numerosas lápidas mozárabes actualmente en el Museo Arqueológico de Córdoba.

## Descripción
Realizado en mármol, probablemente itálico, destaca la destrucción de las caras de las figuras, probablemente por alguna cultura iconoclasta como el Imperio almohade durante el siglo XII. Al igual que muchos sarcófagos occidentales, únicamente se encuentra decorado su frontal, el resto es liso. En el frontal se muestran cinco temas bíblicos separados por columnas estriadas, de izquierda a derecha:
1. El sacrificio de Isaac, arrodillado, dispuesto a morir junto a su padre Abraham de pie en el centro con un cuchillo. Abraham calza borceguíes típicos de pastor, mientras que Isaac va descalzo. Detrás se aprecia el cordero que va a sustituir a Isaac en el sacrificio, mientras que Sara parece agarrar el brazo de Abraham, al igual que en muchos sarcófagos, aunque aquí lleva toga, quizás debido a un error del escultor. Finalmente, Dios al fondo ordenando parar la acción.
2. Jesucristo prediciendo las tres negaciones de Pedro, con el gallo en el centro.
3. Milagro de los panes y los peces. Cristo aparecería imberbe, tal y como era propio en la época antes del reinado de Teodosio (r. 379-395), cuando comienza a parecer barbudo.
4. Adán y Eva tras el pecado original junto a la serpiente enroscada a un árbol.
5. Moisés realiza el milagro de sacar agua del monte Horeb.

Asimismo, entre las cuatro enjutas de los arcos centrales aparece la historia de Jonás. En el primero es tragado por la ballena, en el segundo duerme bajo la calabacera tras ser devuelto por la ballena, en el tercero el pastor con su cordero y en el cuarto un ave, restos de un navío y una cabaña. Finalmente, en los extremos se aprecian tritones haciendo sonar la caracola, típico tema marino de los sarcófagos paganos referente a la búsqueda de las Islas Bienaventuradas.